# Quebec WCT
Il Quebec WCT è stato un torneo di tennis facente parte del Grand Prix giocato dal 1971 al 1973 Quebec in Canada.

## Albo d'oro

### Singolare
| Anno | Vincitore     | Finalista     | Punteggio          |
| ---- | ------------- | ------------- | ------------------ |
| 1971 | Tom Okker     | Rod Laver     | 6–3, 7–6, 6–7, 6–4 |
| 1972 | Marty Riessen | Rod Laver     | 7–5, 6–2, 7–5      |
| 1973 | Jimmy Connors | Marty Riessen | 6–1, 6–4, 6–7, 6–0 |

### Doppio
| Anno | Vincitori                    | Finalisti                    | Punteggio     |
| ---- | ---------------------------- | ---------------------------- | ------------- |
| 1971 | Roy Emerson Rod Laver        | Tom Okker Marty Riessen      | 7–6, 6–2      |
| 1972 | Bob Carmichael Ray Ruffels   | Terry Addison John Alexander | 4–6, 6–3, 7–5 |
| 1973 | Bob Carmichael Frew McMillan | Jimmy Connors Marty Riessen  | 6–2, 7–6      |